# Nati il 13 aprile

## XIII secolo(1)
- 1229 - Ludovico II del Palatinato, nobile tedesco († 1294)

## XIV secolo(1)
- 1350 - Margherita III di Fiandra, contessa († 1405)

## XV secolo(3)
- 1437 - Francesco Pucci, politico italiano († 1518)
- 1458 - Giovanni II di Kleve, nobile tedesco († 1521)
- 1490 - Pirro Gonzaga, condottiero italiano († 1529)

## XVI secolo(13)
- 1506 - Pietro Favre, teologo francese († 1546)
- 1519 - Caterina de' Medici, sovrana italiana († 1589)
- 1531 - Hugues Loubenx de Verdalle, cardinale francese († 1595)
- 1538 - Girolamo Lippomano, ambasciatore italiano († 1591)
- 1547 - Lorenzo Campeggi, vescovo cattolico italiano († 1585)
- 1553 - Maddalena Campiglia, poetessa italiana († 1595)
- 1559 - Matsudaira Nobuyasu, militare giapponese († 1579)
- 1568 - Giovanni Domenico Caresana, pittore e stuccatore svizzero († 1619)
- 1570 - Guy Fawkes, militare inglese († 1606)
- 1573 - Cristina di Holstein-Gottorp, nobile tedesca († 1625)
- 1576 - Nanbu Toshinao, militare giapponese († 1632)
- 1593 - Thomas Wentworth, I conte di Strafford, politico inglese († 1641)
- 1597 - Giovanni Battista Hodierna, presbitero, astronomo e architetto italiano († 1660)

## XVII secolo(15)
- 1611 - Marco Cremosano, storico italiano († 1704)
- 1618 - Roger de Bussy-Rabutin, scrittore francese († 1693)
- 1628 - Peter Lambeck, filologo, bibliotecario e critico letterario tedesco († 1680)
- 1631 - Laurenz Tanner, politico svizzero († 1701)
- 1633 - Giovanni Giustino Ciampini, storico, matematico e giornalista italiano († 1698)
- 1645 - Jacopo Antonio Pozzo, religioso e architetto italiano († 1721)
- 1648 - Jeanne Guyon, mistica francese († 1717)
- 1662 - Eleonora Erdmuthe di Sassonia-Eisenach, principessa († 1696)
- 1663 - Jean Pierre de Crouzas, filosofo e matematico svizzero († 1750)
- 1665 - Giovanni Ruggeri, architetto italiano († 1729)
- 1667 - Giovanni Vignoli, archeologo e numismatico italiano († 1733)
- 1694 - Gabriele Bonomo, teologo, matematico e filosofo italiano († 1760)
- 1697 - Pietro Beccadelli di Bologna, diplomatico e politico italiano († 1781)
- 1699 - Giuseppe Guglielmo Ernesto di Fürstenberg, principe († 1762)
- 1700 - Filippo Alfonso Gonzaga, nobile italiano († 1728)

## XVIII secolo(45)
- 1710 - Jonathan Carver, esploratore statunitense († 1780)
- 1710 - Giuseppe Antonio Maria Torricelli, pittore svizzero († 1808)
- 1713 - Pierre de Jélyotte, tenore francese († 1797)
- 1716 - Leopoldo Giovanni d'Asburgo, principe († 1716)
- 1719 - Hermann Becker, giurista tedesco († 1797)
- 1727 - Placido Imperiale, imprenditore italiano († 1786)
- 1728 - Paolo Frisi, matematico, astronomo e presbitero italiano († 1784)
- 1729 - Thomas Percy, poeta, antiquario e religioso inglese († 1811)
- 1732 - Philibert Aspairt, francese († 1793)
- 1732 - Frederick North, nobile e politico inglese († 1792)
- 1742 - August Gottlieb Richter, chirurgo e medico tedesco († 1812)
- 1743 - Thomas Jefferson, politico, scienziato e architetto statunitense († 1826)
- 1743 - Gioacchino Pessuti, matematico e politico italiano († 1814)
- 1743 - Anna Michajlovna Voroncova, nobildonna russa († 1769)
- 1747 - Armand Louis de Gontaut-Biron, generale francese († 1793)
- 1747 - Luigi Filippo II di Borbone-Orléans, nobile († 1793)
- 1748 - Joseph Bramah, inventore britannico († 1814)
- 1755 - Honoré-Joseph-Antoine Ganteaume, ammiraglio francese († 1818)
- 1756 - Luigi VI Enrico di Borbone-Condé, nobile francese († 1830)
- 1758 - Johann von Klenau, generale austriaco († 1819)
- 1759 - Massimiliano di Sassonia, principe († 1838)
- 1762 - Jean Étienne Championnet, generale francese († 1800)
- 1762 - Karl Friedrich Horn, organista, compositore e musicologo tedesco († 1830)
- 1764 - Laurent de Gouvion-Saint-Cyr, generale e nobile francese († 1830)
- 1764 - Giacomo Guardi, pittore italiano († 1835)
- 1768 - Maria Giuseppa del Liechtenstein, nobildonna e mecenate austriaca († 1845)
- 1769 - Charles Mathieu Isidore Decaen, generale francese († 1832)
- 1769 - Thomas Lawrence, pittore britannico († 1830)
- 1771 - Frans Adam van der Duyn van Maasdam, politico olandese († 1848)
- 1771 - Richard Trevithick, inventore e ingegnere britannico († 1833)
- 1773 - Jean-Baptiste Guillaume Joseph, conte di Villèle, politico francese († 1854)
- 1775 - Adolph Henke, farmacologo e patologo tedesco († 1843)
- 1776 - Giuseppe Pecci, cardinale e vescovo cattolico italiano († 1855)
- 1784 - Friedrich von Wrangel, generale tedesco († 1877)
- 1787 - Félix Boisselier, pittore francese († 1811)
- 1787 - Luigi Ornato, letterato, filosofo e patriota italiano († 1842)
- 1788 - Auguste François Chomel, patologo francese († 1858)
- 1791 - Félix de Mérode, politico belga († 1857)
- 1793 - Rinaldo Rinaldi, scultore italiano († 1873)
- 1795 - James Harper, politico e editore statunitense († 1869)
- 1797 - Stanislas Julien, sinologo francese († 1873)
- 1797 - Ferdinand Joseph von Lobkowicz, nobile, imprenditore e politico boemo († 1868)
- 1797 - Francesco di Toppo, collezionista d'arte e letterato italiano († 1883)
- 1799 - Ludwig Rellstab, poeta e critico musicale tedesco († 1860)
- 1800 - Maria Elisabetta di Savoia-Carignano, nobile francese († 1856)

## XIX secolo(173)
- 1801 - Francesco Serra, militare e politico italiano († 1877)
- 1802 - Leopold Fitzinger, zoologo austriaco († 1884)
- 1802 - Elizaveta Petrovna Konovnicyna, nobildonna russa († 1867)
- 1803 - Giuseppe Gallotti, politico italiano († 1879)
- 1807 - Pietro Canal, latinista, politico e presbitero italiano († 1883)
- 1808 - Antonio Meucci, inventore e imprenditore italiano († 1889)
- 1809 - Filippo Marignoli, politico, numismatico e banchiere italiano († 1898)
- 1810 - Félicien David, compositore francese († 1876)
- 1812 - Prospero Viani, filologo, biografo e bibliotecario italiano († 1892)
- 1813 - Duncan Gregory, matematico britannico († 1844)
- 1814 - Teodolinda di Leuchtenberg, nobile († 1857)
- 1815 - Felix Esquirou de Parieu, giurista francese († 1893)
- 1816 - William Sterndale Bennett, compositore, pianista e direttore d'orchestra inglese († 1875)
- 1817 - Marianna De Crescenzo, patriota italiana († 1869)
- 1817 - Nunzio Sulprizio, operaio e artigiano italiano († 1836)
- 1817 - Alphonse Wauters, archivista e storico belga († 1898)
- 1820 - Mariano Melgarejo, politico boliviano († 1871)
- 1821 - Hans Feodor von Milde, baritono austriaco († 1899)
- 1823 - Sabato Morais, rabbino, teologo e educatore italiano († 1897)
- 1823 - Oscar Xavier Schlömilch, matematico tedesco († 1901)
- 1823 - Cesare Zanolini, militare e politico italiano († 1902)
- 1825 - Francisco Linares Alcántara, politico venezuelano († 1878)
- 1826 - Carmelo Patamia, medico e politico italiano († 1909)
- 1826 - Francisco de Cubas, architetto e politico spagnolo († 1899)
- 1828 - Josephine Butler, attivista britannica († 1906)
- 1828 - Giovanni Nepomuceno Glavina, arcivescovo cattolico sloveno († 1899)
- 1829 - Norberto Cassinelli, presbitero italiano († 1911)
- 1830 - Charles Chetwynd-Talbot, XIX conte di Shrewsbury, politico inglese († 1877)
- 1830 - Eduard Lassen, compositore e direttore d'orchestra danese († 1904)
- 1830 - Victor Leopold Ritter von Zepharovich, mineralogista austriaco († 1890)
- 1832 - Juan Montalvo, scrittore e saggista ecuadoriano († 1889)
- 1832 - James Wimshurst, inventore, ingegnere e armatore britannico († 1903)
- 1835 - Émile Boutmy, scrittore e sociologo francese († 1906)
- 1835 - Efisio Marini, scienziato italiano († 1900)
- 1837 - Samuel Hubbard Scudder, entomologo e paleontologo statunitense († 1911)
- 1840 - Ludwig Mauthner, oculista austriaco († 1894)
- 1841 - Louis-Ernest Barrias, scultore francese († 1905)
- 1843 - Attilio Simonetti, pittore e antiquario italiano († 1925)
- 1844 - Giulio Cicioni, religioso, naturalista e botanico italiano († 1923)
- 1844 - John Surratt, agente segreto statunitense († 1916)
- 1845 - Robert Braune, compositore di scacchi austriaco († 1924)
- 1845 - Alfred Tobler, cantante, scrittore e religioso svizzero († 1923)
- 1846 - Poul La Cour, fisico danese († 1908)
- 1846 - William McGregor, dirigente sportivo scozzese († 1911)
- 1847 - Elisabeth von Herzogenberg, pianista, compositrice e filantropa tedesca († 1892)
- 1848 - Oskar Lenz, geologo, mineralogista e esploratore tedesco († 1925)
- 1850 - Bernát Alexander, filosofo e scrittore ungherese († 1927)
- 1850 - Karl Budde, teologo, biblista e traduttore tedesco († 1935)
- 1851 - Mansueto De Amicis, imprenditore e politico italiano († 1924)
- 1851 - William Quan Judge, filosofo e scrittore irlandese († 1896)
- 1852 - Frank Winfield Woolworth, imprenditore statunitense († 1919)
- 1854 - William Henry Drummond, poeta, giornalista e medico irlandese († 1907)
- 1855 - Ludwig Edinger, anatomista e neurologo tedesco († 1918)
- 1856 - Avedis Bedros XIV Arpiarian, patriarca cattolico armeno († 1937)
- 1856 - Albert Baur, chimico e imprenditore tedesco († 1933)
- 1858 - André-Marie-Elie Jarosseau, vescovo cattolico francese († 1941)
- 1859 - Viktor Tietz, scacchista cecoslovacco († 1937)
- 1859 - Henry Tureman Allen, militare statunitense († 1930)
- 1860 - James Ensor, pittore e incisore belga († 1949)
- 1862 - Ahmad II ibn Ali, sovrano tunisino († 1942)
- 1862 - Carlo Zucchini, nobile e politico italiano († 1928)
- 1864 - Albert Aldridge, calciatore inglese († 1891)
- 1864 - Tully Marshall, attore statunitense († 1943)
- 1864 - Willie Watt, calciatore scozzese († 1943)
- 1864 - Berta Zuckerkandl, scrittrice, traduttrice e critica letteraria austriaca († 1945)
- 1865 - Dionigio Canestrari, organista e compositore italiano († 1933)
- 1865 - Gregorio Diamare, vescovo cattolico e abate italiano († 1945)
- 1865 - Heinrich Reinhardt, compositore austriaco († 1922)
- 1865 - Max Seligsohn, orientalista russo († 1923)
- 1866 - Eugène Laverne, velista francese († 1941)
- 1866 - Butch Cassidy, criminale statunitense († 1908)
- 1866 - Aleksandr Michajlovič Romanov, nobile russo († 1933)
- 1867 - Adolf Olland, scacchista olandese († 1933)
- 1867 - Leon Petrażycki, giurista, filosofo e sociologo polacco († 1931)
- 1868 - Nathan Banks, entomologo e aracnologo statunitense († 1953)
- 1868 - Gustave Geley, medico e parapsicologo francese († 1924)
- 1868 - Emilie Snethlage, ornitologa tedesca († 1929)
- 1869 - Vida Goldstein, attivista australiana († 1949)
- 1870 - Ivan Nikolaevič Perestiani, regista cinematografico russo († 1959)
- 1871 - Salvatore Capezio, imprenditore italiano († 1940)
- 1871 - Alexander Forbes Irvine Forbes, astronomo sudafricano († 1959)
- 1871 - Enrique González Martínez, poeta messicano († 1952)
- 1871 - Oskar Kohnstamm, psichiatra e neurologo tedesco († 1917)
- 1871 - Jurgis Matulaitis, arcivescovo cattolico lituano († 1927)
- 1871 - Otto Treßler, attore tedesco († 1965)
- 1872 - John Cameron, calciatore e allenatore di calcio scozzese († 1935)
- 1872 - Jan Szczepanik, inventore polacco († 1926)
- 1872 - Ellaline Terriss, attrice inglese († 1971)
- 1873 - Giovanni Daraio, scrittore e presbitero italiano († 1959)
- 1873 - John W. Davis, politico statunitense († 1955)
- 1874 - Carl Axel Pettersson, giocatore di curling svedese († 1962)
- 1876 - Ettore Bellini, ingegnere e inventore italiano († 1943)
- 1876 - Orin Gould Murfin, ammiraglio statunitense († 1956)
- 1876 - Robert Smyth McColl, calciatore e imprenditore scozzese († 1959)
- 1877 - Enrique Flores Magón, anarchico, rivoluzionario e giornalista messicano († 1954)
- 1877 - Christian Lautenschlager, pilota automobilistico tedesco († 1954)
- 1877 - Grenville Morris, calciatore gallese († 1959)
- 1878 - Pietro Casu, presbitero, scrittore e filologo italiano († 1954)
- 1878 - Plinio Codognato, pubblicitario e illustratore italiano († 1940)
- 1878 - Jan van der Hoeve, oculista e medico olandese († 1952)
- 1879 - Johan Petter Åhlén, giocatore di curling svedese († 1939)
- 1879 - Ermenegildo dell'Assunta, presbitero spagnolo († 1936)
- 1879 - Tina Poli-Randaccio, soprano italiana († 1956)
- 1879 - Francesco Severi, matematico italiano († 1961)
- 1880 - Ludwig von Ficker, letterato e editore austriaco († 1967)
- 1881 - Ludwig Binswanger, psichiatra, psicologo e filosofo svizzero († 1966)
- 1881 - Gerolamo Longhena, giurista e politico italiano († 1947)
- 1881 - Alwi di Perlis, sovrano malese († 1943)
- 1882 - Fratelli Christie, produttore cinematografico e regista cinematografico canadese († 1955)
- 1882 - Augustin Ringeval, ciclista su strada francese († 1967)
- 1883 - Aleksandr Vasil'evič Aleksandrov, compositore sovietico († 1946)
- 1883 - Dem'jan Bednyj, poeta sovietico († 1945)
- 1883 - George Buckland, giocatore di lacrosse britannico († 1937)
- 1883 - Giuseppe Carosi, pittore e incisore italiano († 1965)
- 1883 - Giovanni Battista Crema, pittore italiano († 1964)
- 1884 - Anders Österling, poeta svedese († 1981)
- 1884 - Fratelli Romani, militare italiano († 1917)
- 1885 - Ferdinand von Alten, attore tedesco († 1933)
- 1885 - Pieter Sjoerds Gerbrandy, politico olandese († 1961)
- 1885 - Juhan Kukk, politico e economista estone († 1942)
- 1885 - György Lukács, filosofo, sociologo e politologo ungherese († 1971)
- 1886 - Konkordija Evgen'evna Antarova, contralto russo († 1959)
- 1886 - Thomas Carrigan, attore statunitense († 1941)
- 1886 - Ethel Leginska, musicista, compositrice e direttrice d'orchestra inglese († 1970)
- 1886 - Christian Rub, attore austriaco († 1956)
- 1886 - Nicolae Tonitza, pittore, giornalista e critico d'arte rumeno († 1940)
- 1887 - Peter Ratican, calciatore statunitense († 1922)
- 1887 - Pastora Imperio, ballerina, cantante e attrice spagnola († 1979)
- 1888 - Gaetano Mauro, presbitero italiano († 1969)
- 1889 - Jan den Boer, pallanuotista olandese († 1944)
- 1889 - Herbert Yardley, crittologo statunitense († 1958)
- 1890 - Luigi Biasucci, militare italiano († 1941)
- 1890 - Luigi Fallacara, poeta e scrittore italiano († 1963)
- 1890 - Frank Murphy, politico statunitense († 1949)
- 1890 - Nera Simi, pittrice italiana († 1987)
- 1891 - Ernesto Campanelli, militare e aviatore italiano († 1944)
- 1891 - Louis Denfeld, ammiraglio statunitense († 1972)
- 1891 - Nella Larsen, scrittrice statunitense († 1964)
- 1891 - James McPherson, allenatore di calcio scozzese († 1960)
- 1891 - Robert Scholl, politico tedesco († 1973)
- 1892 - Arthur Harris, generale britannico († 1984)
- 1892 - Robert Watson-Watt, inventore britannico († 1973)
- 1893 - Augusto De Marsanich, politico e giornalista italiano († 1973)
- 1893 - Günther Krappe, generale tedesco († 1981)
- 1893 - Emilio Oribe, poeta uruguaiano († 1975)
- 1894 - Arthur Fadden, politico australiano († 1973)
- 1894 - Luba Mirella, soprano italiano († 1972)
- 1894 - Alberto Montacchini, fotografo e attore teatrale italiano († 1956)
- 1894 - Enzo Pensotti, calciatore italiano († 1969)
- 1895 - Joseph E. Hallonquist, aviatore canadese († 1958)
- 1895 - Massimiliano Eugenio d'Asburgo-Lorena, nobile austriaco († 1952)
- 1895 - Don Short, direttore della fotografia statunitense († 1968)
- 1895 - Ivan Stedman, nuotatore australiano († 1979)
- 1895 - Willem van de Poll, fotografo olandese († 1970)
- 1896 - Gerald C. Duffy, giornalista e sceneggiatore statunitense († 1928)
- 1896 - Ira C. Eaker, generale statunitense († 1987)
- 1896 - Franz Alfred Schilder, biologo tedesco († 1970)
- 1897 - Epifanij Akulov, presbitero e religioso russo († 1937)
- 1897 - Cesco Baseggio, attore italiano († 1971)
- 1897 - Dante Conti, operaio e antifascista italiano († 1979)
- 1897 - Werner Voss, aviatore tedesco († 1917)
- 1898 - Nicolae Bonciocat, calciatore rumeno († 1967)
- 1898 - Philip Mangano, mafioso italiano († 1951)
- 1898 - Thomas Willoughby Winterton, generale britannico († 1987)
- 1899 - Marcel Bertrand, calciatore francese († 1933)
- 1899 - Bolesław Orliński, aviatore e militare polacco († 1992)
- 1899 - Harold Osborn, altista e multiplista statunitense († 1975)
- 1899 - Alfred Schütz, filosofo e sociologo austriaco († 1959)
- 1900 - Enzo Bonagura, poeta e paroliere italiano († 1980)
- 1900 - Pierre Molinier, pittore e fotografo francese († 1976)
- 1900 - Mario Rimoldi, collezionista d'arte, imprenditore e politico italiano († 1972)
- 1900 - Luigi Rivolta, calciatore italiano
- 1900 - Dino Luigi Romoli, vescovo cattolico italiano († 1985)

## XX secolo(914)
- 1901 - Francesco Angarano, calciatore italiano
- 1901 - Jacques Lacan, psicoanalista e psichiatra francese († 1981)
- 1901 - Vincenzo Marmorale, filologo classico, poeta e scrittore italiano († 1966)
- 1901 - Paul Yu Bin, cardinale e arcivescovo cattolico cinese († 1978)
- 1902 - Giuseppe Mazzoli, allenatore di calcio e calciatore italiano († 1952)
- 1903 - Dušan Petković, calciatore jugoslavo († 1979)
- 1903 - Gladys Walton, attrice statunitense († 1993)
- 1903 - Vasilij Pavlovič Šul'ga, generale sovietico († 1989)
- 1904 - Cleto Carbonara, filosofo italiano († 1998)
- 1904 - Yves Congar, cardinale e teologo francese († 1995)
- 1904 - Fernando Lopez, politico filippino († 1993)
- 1904 - Georges Taisne, calciatore francese († 1998)
- 1905 - Bruno Rossi, fisico italiano († 1993)
- 1905 - Frederick Vanderbilt Field, attivista e scrittore statunitense († 2000)
- 1906 - Samuel Beckett, drammaturgo, scrittore e poeta irlandese († 1989)
- 1906 - Emanuele Boltri, calciatore italiano († 1979)
- 1906 - Bud Freeman, sassofonista, compositore e direttore d'orchestra statunitense († 1991)
- 1906 - Henri Godin, scrittore francese († 1944)
- 1906 - Ed Hamm, lunghista statunitense († 1982)
- 1906 - Albert Heremans, calciatore belga († 1997)
- 1906 - Gabriel Ramanantsoa, generale e politico malgascio († 1979)
- 1906 - Erwin Schneider, alpinista e cartografo austriaco († 1987)
- 1907 - Ramón Herrera Bueno, calciatore spagnolo († 1960)
- 1907 - Roderich Menzel, tennista e scrittore cecoslovacco († 1987)
- 1907 - Carlo Montrasio, calciatore italiano († 1980)
- 1907 - Harold Stassen, politico statunitense († 2001)
- 1908 - Len Hutton, lunghista canadese († 1976)
- 1908 - Orazio Sola, allenatore di calcio e calciatore italiano
- 1908 - Giacomo Spada, partigiano italiano († 1945)
- 1908 - Olin Stephens, velista statunitense († 2008)
- 1908 - Alberto Zozaya, calciatore e allenatore di calcio argentino († 1981)
- 1909 - Carlo Colombo, vescovo cattolico e teologo italiano († 1991)
- 1909 - John Norman Davidson Kelly, storico e teologo inglese († 1997)
- 1909 - Wim Lagendaal, calciatore olandese († 1987)
- 1909 - Attilio Moroni, giurista e teologo italiano († 1986)
- 1909 - Gilbert Roylance, calciatore inglese († 1985)
- 1909 - Stanisław Ulam, matematico e fisico polacco († 1984)
- 1909 - Eudora Welty, scrittrice e fotografa statunitense († 2001)
- 1910 - Pietro Valdo Panascia, italiano († 2007)
- 1911 - Ettore Barzini, agronomo italiano († 1945)
- 1911 - Piero Foà, fisiologo e patologo italiano († 2005)
- 1911 - Ivan Hitrec, allenatore di calcio e calciatore jugoslavo († 1946)
- 1911 - Terry Huddle, calciatore inglese († 2004)
- 1911 - Donald Leslie, ingegnere, progettista e inventore statunitense († 2004)
- 1911 - Eric Oliver, pilota motociclistico britannico († 1980)
- 1911 - Nino Sanzogno, direttore d'orchestra e compositore italiano († 1983)
- 1912 - František Picek, cestista cecoslovacco († 2007)
- 1912 - William Tuttle, truccatore statunitense († 2007)
- 1913 - Dave Albritton, altista e politico statunitense († 1994)
- 1913 - Antonio Andrés Sancho, ciclista su strada spagnolo († 1985)
- 1913 - Gyula Csikós, calciatore ungherese († 1992)
- 1913 - Leon Battista Gaburri, inventore italiano († 1994)
- 1913 - Masatoshi Nakayama, karateka giapponese († 1987)
- 1913 - Bruno Pilat, militare italiano († 2006)
- 1914 - Lilian Caraian, musicista, pittrice e poetessa italiana († 1982)
- 1914 - Héctor Cazenave, calciatore uruguaiano († 1958)
- 1914 - Iuliu Hirțea, vescovo cattolico rumeno († 1978)
- 1914 - Stefano Mangold, tennista italiano († 2002)
- 1915 - Giovanni Astengo, urbanista e architetto italiano († 1990)
- 1915 - Stephan Hermlin, scrittore tedesco († 1997)
- 1915 - Max Jammer, fisico e docente israeliano († 2010)
- 1915 - Jim Montgomery, cestista statunitense († 1982)
- 1915 - Giuseppe Muscariello, politico, imprenditore e dirigente sportivo italiano († 1976)
- 1916 - Selma Hanimsultan, principessa ottomana († 1942)
- 1917 - Bill Clements, imprenditore e politico statunitense († 2011)
- 1917 - Adriano Gozzini, fisico italiano († 1994)
- 1917 - Journal Kyaw Ma Ma Lay, giornalista e scrittrice birmana († 1982)
- 1917 - Guglielmo Riavis, architetto e pittore italiano († 1987)
- 1918 - Bill Bufalino, avvocato statunitense († 1990)
- 1918 - Pierino Fornaciari, partigiano italiano († 2009)
- 1918 - Santi Licheri, magistrato e personaggio televisivo italiano († 2010)
- 1919 - Cleo Balbo, schermitrice e mezzofondista italiana († 1984)
- 1919 - René Gallice, calciatore francese († 1999)
- 1919 - Tony Kappen, cestista statunitense († 1993)
- 1919 - Howard Keel, cantante e attore statunitense († 2004)
- 1919 - Madalyn Murray O'Hair, attivista statunitense († 1995)
- 1920 - Pier Emilio Bassi, pianista, compositore e direttore d'orchestra italiano († 2009)
- 1920 - Roberto Calvi, banchiere italiano († 1982)
- 1920 - Claude Cheysson, diplomatico e politico francese († 2012)
- 1920 - Liam Cosgrave, politico irlandese († 2017)
- 1920 - Jack Lambert, attore statunitense († 2002)
- 1920 - Edmund McNamara, giocatore di football americano e poliziotto statunitense († 2000)
- 1920 - Karel Otčenášek, arcivescovo cattolico ceco († 2011)
- 1920 - André Padoux, indologo francese († 2017)
- 1920 - Theodore L. Thomas, scrittore di fantascienza statunitense († 2005)
- 1921 - Nils Björklöf, canoista finlandese († 1987)
- 1921 - Fausto Bonelli, calciatore italiano († 2016)
- 1921 - Ugo Dell'Ara, ballerino e coreografo italiano († 2009)
- 1921 - Wim Landman, calciatore olandese († 1975)
- 1921 - Dona Ivone Lara, cantante e compositrice brasiliana († 2018)
- 1921 - Prvoslav Mihajlović, allenatore di calcio e calciatore jugoslavo († 1978)
- 1921 - Leo Mogus, cestista statunitense († 1971)
- 1921 - Raimondo Ricci, avvocato, politico e partigiano italiano († 2013)
- 1921 - Hans Heinrich Thyssen-Bornemisza de Kászon, imprenditore e collezionista d'arte olandese († 2002)
- 1922 - Giorgio Anglesio, schermidore italiano († 2007)
- 1922 - John Braine, scrittore britannico († 1986)
- 1922 - Julius Nyerere, politico tanzaniano († 1999)
- 1922 - David Oppenheim, clarinettista statunitense († 2007)
- 1922 - Helen Schifano, ginnasta statunitense († 2007)
- 1923 - Don Adams, attore statunitense († 2005)
- 1923 - Giovanni Bernardini, scrittore e giornalista italiano († 2020)
- 1923 - Liana Bortolon, critica d'arte e giornalista italiana († 2020)
- 1923 - Luigi Cingolani, calciatore italiano
- 1923 - Don Joseph, trombettista statunitense († 1994)
- 1923 - Per Kleppe, economista e politico norvegese († 2021)
- 1923 - Fernando Lázaro Carreter, filologo spagnolo († 2004)
- 1923 - Federigo Sicuteri, medico italiano († 2003)
- 1923 - Giorgio Tecce, biologo e dirigente pubblico italiano († 2006)
- 1923 - Friedrich Zwazl, calciatore austriaco († 1977)
- 1924 - Flavia Arrigoni, paroliera italiana
- 1924 - Stanley Donen, regista e coreografo statunitense († 2019)
- 1924 - Jorge Eduardo Eielson, artista e scrittore peruviano († 2006)
- 1924 - Vittorino Pavan, politico italiano († 2018)
- 1924 - Nerone Reddi, calciatore italiano
- 1924 - Ron Staniforth, calciatore inglese († 1988)
- 1924 - Seigo Yamaguchi, giapponese († 1996)
- 1924 - Jun'nosuke Yoshiyuki, scrittore giapponese († 1994)
- 1925 - Josve Aiazzi, alpinista italiano († 2010)
- 1925 - Pietro Bettoli, calciatore italiano († 2003)
- 1925 - Geneviève de Galard, infermiera francese († 2024)
- 1925 - Michael Halliday, linguista inglese († 2018)
- 1925 - Conrad Phillips, attore inglese († 2016)
- 1925 - Alfredo Rossi, imprenditore, produttore discografico e editore italiano († 2008)
- 1925 - Camille Wagner, calciatore lussemburghese († 2014)
- 1926 - Franco Cagnetta, storico dell'arte, antropologo e etnologo italiano († 1999)
- 1926 - Maximilian Raub, canoista austriaco († 2019)
- 1926 - John Spencer-Churchill, XI duca di Marlborough, nobile britannico († 2014)
- 1926 - Ekaterina Grigor'evna Stašesvskaja-Narodickaja, regista sovietico († 1977)
- 1926 - André Testut, pilota automobilistico monegasco († 2005)
- 1926 - Vladislav Čáp, pattinatore artistico su ghiaccio cecoslovacco († 2001)
- 1927 - Antonino Rocca, wrestler italiano († 1977)
- 1927 - Mari Blanchard, attrice statunitense († 1970)
- 1927 - Juan Guerra, calciatore boliviano
- 1927 - Maurice Ronet, attore e regista francese († 1983)
- 1927 - Irmo Sassone, politico italiano († 2013)
- 1928 - Italo Allodi, dirigente sportivo e calciatore italiano († 1999)
- 1928 - Teddy Charles, musicista e compositore statunitense († 2012)
- 1928 - José Agustín Goytisolo, scrittore e traduttore spagnolo († 1999)
- 1928 - Sepp Innerhofer, terrorista italiano († 2019)
- 1928 - Giannino Marzotto, imprenditore e pilota automobilistico italiano († 2012)
- 1928 - Godefroy-Emile Mpwati, vescovo cattolico della Repubblica del Congo († 1995)
- 1928 - Dermie O'Connell, cestista statunitense († 1988)
- 1928 - Tengku Intan Zaharah, sovrana malese († 2015)
- 1929 - Pablo Olmedo, allenatore di calcio e calciatore spagnolo († 1980)
- 1929 - Waldemar Philippi, calciatore tedesco († 1990)
- 1929 - Hejno Iogannović Potter, astronomo russo († 2007)
- 1929 - Massimo Rastrelli, presbitero italiano († 2018)
- 1930 - Howard Mayer Brown, musicologo statunitense († 1993)
- 1930 - Roger Browne, attore statunitense († 2024)
- 1930 - Donato De Bonis, vescovo cattolico italiano († 2001)
- 1930 - S. Muthiah, saggista, giornalista e cartografo indiano († 2019)
- 1930 - Sergiu Nicolaescu, regista, attore e politico rumeno († 2013)
- 1931 - Anita Cerquetti, soprano italiano († 2014)
- 1931 - Michel Deville, regista francese († 2023)
- 1931 - Robert Enrico, regista e sceneggiatore francese († 2001)
- 1931 - Dan Gurney, pilota automobilistico statunitense († 2018)
- 1931 - Emam-Ali Habibi, ex lottatore iraniano
- 1931 - Rollen Hans, cestista statunitense († 2021)
- 1931 - Maria Chiara Ramorino, fisica, ex tennista e ex orientista italiana
- 1932 - Dino Bruni, ex ciclista su strada italiano
- 1932 - Dick Farley, cestista statunitense († 1969)
- 1932 - Emilio Gratton, allenatore di calcio e calciatore italiano († 2014)
- 1932 - Orlando Letelier, diplomatico e politico cileno († 1976)
- 1932 - John Neal, allenatore di calcio e calciatore inglese († 2014)
- 1932 - Jennifer Nicks, pattinatrice artistica su ghiaccio britannica († 1980)
- 1932 - Paul Pascon, sociologo marocchino († 1985)
- 1932 - Zdenek Pouzar, micologo ceco († 2023)
- 1932 - Margareta Teodorescu, scacchista rumena († 2013)
- 1933 - Ben Nighthorse Campbell, politico e judoka statunitense
- 1933 - Sergio Donati, sceneggiatore e scrittore italiano († 2024)
- 1934 - Siegfried Matthus, compositore e direttore d'orchestra tedesco († 2021)
- 1934 - Donald McAlpine, direttore della fotografia australiano
- 1934 - René Strehler, ex ciclista su strada e pistard svizzero
- 1935 - Giuseppe Angrisano, ammiraglio italiano († 2024)
- 1935 - Mudaffar Sjah, sovrano e politico indonesiano († 2015)
- 1935 - Sandro Pellegrini, attore e doppiatore italiano († 2013)
- 1935 - Renato Sadar, allenatore di calcio e calciatore italiano († 2009)
- 1935 - Lyle Waggoner, attore statunitense († 2020)
- 1936 - Nicolas Alfonsi, politico francese († 2020)
- 1936 - Joseph D'Appolito, ingegnere statunitense
- 1936 - Dr. Wagner, wrestler messicano († 2004)
- 1936 - Pierre Rosenberg, storico dell'arte e saggista francese
- 1936 - Trevor Smith, calciatore inglese († 2003)
- 1936 - Giancarlo Zizola, giornalista e scrittore italiano († 2011)
- 1937 - José Augusto de Almeida, allenatore di calcio e ex calciatore portoghese
- 1937 - Caprice Chantal, ballerina, cantante e attrice francese
- 1937 - Eric Davidson, biologo statunitense († 2015)
- 1937 - Edward Fox, attore britannico
- 1937 - Alwyn McGuffie, calciatore inglese († 2015)
- 1937 - Heinz Mäder, ex pallanuotista tedesco orientale
- 1937 - Jeremiah Ostriker, astrofisico e astronomo statunitense († 2025)
- 1937 - Angelo Panara, allenatore di calcio e calciatore italiano († 2007)
- 1937 - Stan Stasiak, wrestler canadese († 1997)
- 1937 - Teisuke Tanaka, pilota motociclistico giapponese († 2015)
- 1937 - Diemut Theato, politica tedesca
- 1937 - Lanford Wilson, drammaturgo statunitense († 2011)
- 1938 - Lucia Altieri, cantante italiana
- 1938 - Salvatore Bologna, carabiniere italiano († 1979)
- 1938 - Michael Cole, psicologo statunitense
- 1938 - Alicia Del Duca, ex cestista argentina
- 1938 - Klaus Lehnertz, ex astista tedesco
- 1938 - Frederic Rzewski, compositore e pianista statunitense († 2021)
- 1938 - Annarosa Dal Maso, pittrice e scrittrice italiana
- 1939 - Barbara-Rose Collins, politica statunitense († 2021)
- 1939 - Aurora Echagüe, cestista cilena († 2024)
- 1939 - Seamus Heaney, poeta nordirlandese († 2013)
- 1939 - Alois Kälin, ex sciatore nordico svizzero
- 1939 - Christian Kuhnke, ex tennista tedesco
- 1939 - Jean-Claude Périsset, arcivescovo cattolico svizzero
- 1939 - Paul Sorvino, attore e regista statunitense († 2022)
- 1940 - Mike Beuttler, pilota di Formula 1 britannico († 1988)
- 1940 - Vladimir Cosma, compositore, direttore d'orchestra e violinista rumeno
- 1940 - Michele Florino, politico italiano
- 1940 - Umberto Grano, pilota automobilistico italiano († 2024)
- 1940 - Michael Herr, giornalista e sceneggiatore statunitense († 2016)
- 1940 - Jean-Marie Gustave Le Clézio, scrittore francese
- 1940 - Jim McNab, calciatore scozzese († 2006)
- 1940 - Max Mosley, dirigente sportivo britannico († 2021)
- 1940 - José Nápoles, pugile cubano († 2019)
- 1940 - Frank O'Neill, allenatore di calcio e ex calciatore irlandese
- 1941 - Benjamín Arce, cestista argentino († 2010)
- 1941 - Jim Barnes, cestista statunitense († 2002)
- 1941 - Michael Stuart Brown, biologo e biochimico statunitense
- 1941 - Bruno Canto, ex calciatore italiano
- 1941 - Claudio Galassi, calciatore e allenatore di calcio italiano († 2014)
- 1941 - Margaret Price, soprano gallese († 2011)
- 1941 - Jean-Marc Reiser, fumettista francese († 1983)
- 1941 - Fernando Tani, arbitro di calcio italiano († 2019)
- 1941 - Curt Wittlin, filologo e linguista svizzero († 2019)
- 1942 - Ricardo Blázquez Pérez, cardinale e arcivescovo cattolico spagnolo
- 1942 - Bill Conti, compositore, direttore d'orchestra e arrangiatore statunitense
- 1942 - Karin Endsjø, ex slittinista norvegese
- 1942 - Gastone Garziera, progettista italiano
- 1942 - John Lowe, pianista britannico († 2024)
- 1942 - Carlo Soldo, ex calciatore e allenatore di calcio italiano
- 1942 - Juma Sultan, percussionista statunitense
- 1943 - Roald Flemestad, vescovo norvegese
- 1943 - Alan Jones, conduttore radiofonico, allenatore di rugby a 13 e allenatore di rugby a 15 australiano
- 1943 - Billy Kidd, ex sciatore alpino statunitense
- 1943 - Tim Krabbé, giornalista, romanziere e scacchista olandese
- 1943 - Viktor Modzalevskij, schermidore sovietico († 2011)
- 1943 - Bill Pronzini, scrittore statunitense
- 1943 - Franco Scaldati, drammaturgo, attore e regista italiano († 2013)
- 1943 - Guy Stevens, produttore discografico britannico († 1981)
- 1944 - Franco Arese, ex mezzofondista, dirigente sportivo e imprenditore italiano
- 1944 - Hans Christoph Buch, scrittore, traduttore e giornalista tedesco
- 1944 - Charles Burnett, regista, sceneggiatore e direttore della fotografia statunitense
- 1944 - Jack Casady, bassista statunitense
- 1944 - Susan Davis, politica statunitense
- 1944 - Giampiero Fossati, ex nuotatore italiano
- 1944 - Lech Gardocki, avvocato polacco
- 1944 - Euphrase Kezilahabi, scrittore tanzaniano († 2020)
- 1944 - Elisabeth Trissenaar, attrice teatrale austriaca († 2024)
- 1944 - Keith Wright, ex hockeista su ghiaccio canadese
- 1944 - Pedro María Zabalza, allenatore di calcio e ex calciatore spagnolo
- 1945 - Mario Anzidei, cantante italiano
- 1945 - Ed Caruthers, ex altista statunitense
- 1945 - Tony Dow, attore, regista televisivo e produttore televisivo statunitense († 2022)
- 1945 - Lowell George, chitarrista statunitense († 1979)
- 1945 - Bob Kalsu, giocatore di football americano statunitense († 1970)
- 1945 - Lino Mannocci, artista, pittore e incisore italiano († 2021)
- 1945 - Maurizio Menegon, politico italiano († 2004)
- 1945 - Donald Edmond Pelotte, vescovo cattolico statunitense († 2010)
- 1945 - Bruno Piccioni, allenatore di calcio e ex calciatore italiano
- 1945 - Raffaele Pinto, pilota di rally italiano († 2020)
- 1945 - Walter Santagata, economista italiano († 2013)
- 1945 - Neliana Tersigni, giornalista italiana
- 1946 - Orlando Brandes, arcivescovo cattolico brasiliano
- 1946 - Michael Flaksman, violoncellista statunitense († 2019)
- 1946 - Al Green, cantante e pastore protestante statunitense
- 1946 - Della Jones, mezzosoprano britannico
- 1947 - Kenny Aird, calciatore scozzese († 2024)
- 1947 - Rae Armantrout, poetessa statunitense
- 1947 - Mike Chapman, produttore discografico e cantautore australiano
- 1947 - František Cipro, calciatore e allenatore di calcio cecoslovacco († 2023)
- 1947 - Joseph Daul, sindacalista e politico francese
- 1947 - Alfred Maria Oburu Asue, vescovo cattolico equatoguineano († 2006)
- 1947 - Holger Schwiers, attore, doppiatore e regista teatrale tedesco
- 1947 - Giovanni Urban, ex calciatore italiano
- 1947 - Óscar Urbina Ortega, arcivescovo cattolico colombiano
- 1947 - Jerónimo de Sousa, politico portoghese
- 1948 - Raffaele Curi, attore, regista e drammaturgo italiano
- 1948 - Luigi D'Agrò, politico italiano
- 1948 - Tony Dyson, effettista britannico († 2016)
- 1948 - Michael Hammer, ingegnere statunitense († 2008)
- 1948 - Nigel Horton, rugbista a 15 e allenatore di rugby a 15 britannico
- 1948 - Drago Jančar, scrittore e saggista sloveno
- 1948 - Amy Robinson, attrice e produttrice cinematografica statunitense
- 1948 - Ron Thorsen, cestista statunitense († 2004)
- 1948 - Michail Šufutinskij, cantautore e produttore discografico russo
- 1949 - Graziano Arici, fotografo italiano
- 1949 - Agostina Belli, attrice italiana
- 1949 - Gabriele Bolognesi, ex calciatore italiano
- 1949 - Jean-Jacques Favier, ingegnere e astronauta francese († 2023)
- 1949 - Guido Maria Ferilli, paroliere, compositore e cantante italiano
- 1949 - Christopher Hitchens, giornalista, saggista e critico letterario britannico († 2011)
- 1949 - Ennio Quintavalle, ex cestista italiano
- 1949 - Tengku Maliha binti Tengku Ariff, sovrana malese
- 1949 - Ricardo Zunino, ex pilota automobilistico argentino
- 1950 - David Bercot, storico, avvocato e scrittore statunitense
- 1950 - Cecilia Eckelmann Battistello, imprenditrice italiana († 2024)
- 1950 - Joseph Paul Franklin, serial killer e terrorista statunitense († 2013)
- 1950 - Beto Fuscão, calciatore brasiliano († 2022)
- 1950 - Takao Kawaguchi, ex judoka giapponese
- 1950 - Terry Lester, attore statunitense († 2003)
- 1950 - Natalie Mosco, attrice teatrale statunitense
- 1950 - Ron Perlman, attore e doppiatore statunitense
- 1950 - Cristina Piras, doppiatrice italiana
- 1950 - Giuliano Pisani, filologo classico e storico dell'arte italiano
- 1950 - William Sadler, attore statunitense
- 1950 - Bruno Seghetti, ex brigatista italiano
- 1951 - Ivano Bordon, ex calciatore e allenatore di calcio italiano
- 1951 - Peabo Bryson, cantante statunitense
- 1951 - Peter Davison, attore britannico
- 1951 - Kaci Kullmann Five, politica norvegese († 2017)
- 1951 - Júlio César Leal, allenatore di calcio brasiliano
- 1951 - Jack Quinn, politico statunitense
- 1951 - Neil Rioch, ex calciatore inglese
- 1951 - Joachim Streich, calciatore e allenatore di calcio tedesco orientale († 2022)
- 1951 - Max Weinberg, batterista statunitense
- 1952 - Erick Avari, attore indiano
- 1952 - Sam Bush, musicista statunitense
- 1952 - Jim Costa, politico statunitense
- 1952 - Tom Milani, hockeista su ghiaccio canadese († 2021)
- 1952 - Rosa Passos, cantante e musicista brasiliana
- 1952 - Mario Pesquera, allenatore di pallacanestro spagnolo
- 1952 - Helga Thaler Ausserhofer, politica italiana
- 1952 - Tony Towers, ex calciatore britannico
- 1952 - Marvin Webster, cestista statunitense († 2009)
- 1953 - Riccardo Azzurri, cantautore italiano
- 1953 - Roberto Carrino, cantautore italiano
- 1953 - Grant Geissman, chitarrista, produttore discografico e musicista statunitense
- 1953 - Dany Laferrière, scrittore e sceneggiatore haitiano
- 1953 - Abdoul Mbaye, politico e banchiere senegalese
- 1953 - Ahlam Mosteghanemi, scrittrice algerina
- 1953 - Marcello Paradiso, presbitero e teologo italiano
- 1953 - Randy Piper, chitarrista statunitense
- 1953 - Brigitte Macron, first lady francese
- 1953 - Harry Waters Jr., attore e cantante statunitense
- 1954 - Michael Cassutt, scrittore, sceneggiatore e produttore televisivo statunitense
- 1954 - Angela Dellepiane, danzatrice e coreografa italiana († 2009)
- 1954 - Jimmy Destri, tastierista statunitense
- 1954 - Paolo Grassini, regista e sceneggiatore italiano
- 1954 - Róża Thun, politica polacca
- 1954 - Michael Owen Jackels, arcivescovo cattolico statunitense
- 1954 - Glen Keane, animatore statunitense
- 1954 - Tajmuraz Mamsurov, politico russo
- 1954 - Enzo Monteleone, regista e sceneggiatore italiano
- 1954 - Alan Ogden, calciatore inglese
- 1954 - Ben Plucknett, discobolo statunitense († 2002)
- 1954 - Roberto Dinamite, calciatore e politico brasiliano († 2023)
- 1954 - José Romão, ex calciatore e allenatore di calcio portoghese
- 1955 - Ole von Beust, politico tedesco
- 1955 - Irina Mucuovna Chakamada, politica e economista russa
- 1955 - Daria Colombo, giornalista e scrittrice italiana
- 1955 - Cundi, ex calciatore spagnolo
- 1955 - Rubén Giordano, ex calciatore argentino
- 1955 - Louis Johnson, bassista e produttore discografico statunitense († 2015)
- 1955 - Daniel Koch, medico e epidemiologo svizzero
- 1955 - Muwenda Mutebi II, re ugandese
- 1955 - Dominique Mézerette, sceneggiatore francese († 2016)
- 1955 - Preston Reed, chitarrista statunitense
- 1955 - Safet Sušić, allenatore di calcio e ex calciatore jugoslavo
- 1955 - Ted Yoho, politico statunitense
- 1956 - Claudio Balzaretti, biblista italiano
- 1956 - Possum Bourne, pilota di rally neozelandese († 2003)
- 1956 - Alan Devonshire, allenatore di calcio e ex calciatore inglese
- 1956 - Kent Johansson, allenatore di hockey su ghiaccio e ex hockeista su ghiaccio svedese
- 1956 - Satish Kaushik, regista, attore e produttore cinematografico indiano († 2023)
- 1956 - César Martins de Oliveira, calciatore brasiliano († 2024)
- 1956 - Antonio Saronni, ex ciclocrossista italiano
- 1957 - Galdina Baruzzo, ex cestista italiana
- 1957 - Walter Casaroli, ex calciatore italiano
- 1957 - Glenn Dubin, manager statunitense
- 1957 - Amy Goodman, giornalista, editorialista e attivista statunitense
- 1957 - Maurizio Mannoni, giornalista e conduttore televisivo italiano
- 1957 - Clark Middleton, attore statunitense († 2020)
- 1957 - Saundra Santiago, attrice statunitense
- 1957 - Joe Stanley, ex rugbista a 15, allenatore di rugby a 15 e imprenditore neozelandese
- 1957 - Mark Tonelli, ex nuotatore australiano
- 1958 - Marco Fedi, politico italiano
- 1958 - Jean-Marc Pilorget, allenatore di calcio e ex calciatore francese
- 1958 - Joseba Sarrionandia, scrittore, poeta e filologo spagnolo
- 1958 - Samir Shaker, ex calciatore iracheno
- 1958 - Nadhum Shaker, calciatore iracheno († 2020)
- 1958 - Zuo Shusheng, ex calciatore cinese
- 1959 - Francisco Güerri, ex calciatore spagnolo
- 1959 - Salva Maldonado, allenatore di pallacanestro spagnolo
- 1959 - Jodie Markell, attrice e regista statunitense
- 1959 - Marco Posani, autore televisivo italiano
- 1960 - Bob Casey, Jr., politico e avvocato statunitense
- 1960 - Chris Castor, ex giocatore di football americano statunitense
- 1960 - Michel Faber, scrittore olandese
- 1960 - László Göncz, politico, storico e poeta sloveno
- 1960 - Olaf Ludwig, ex ciclista su strada, pistard e dirigente sportivo tedesco
- 1960 - Zak Rizvi, chitarrista e tecnico del suono pakistano
- 1960 - Franco Salvadè, allenatore di calcio e ex calciatore italiano
- 1960 - Rudi Völler, dirigente sportivo, allenatore di calcio e ex calciatore tedesco
- 1960 - Alan Zammit, ex calciatore maltese
- 1960 - Jesús Eduardo Álvarez Herrera, direttore d'orchestra, chitarrista e compositore venezuelano
- 1961 - Georg Bätzing, vescovo cattolico tedesco
- 1961 - Liz Callaway, doppiatrice, cantante e attrice statunitense
- 1961 - Ignazio Cassis, politico e medico svizzero
- 1961 - Robert William Fisher, assassino statunitense
- 1961 - Riccardo Foppa, ex sciatore alpino italiano
- 1961 - Hiro Yamamoto, bassista statunitense
- 1962 - Rocco Dicillo, poliziotto italiano († 1992)
- 1962 - Edivaldo, calciatore brasiliano († 1993)
- 1962 - Nelson Gutiérrez, ex calciatore uruguaiano
- 1962 - Andrej Kravčuk, regista e sceneggiatore russo
- 1962 - Chris Riddell, illustratore, scrittore e vignettista britannico
- 1962 - Hillel Slovak, chitarrista e musicista israeliano († 1988)
- 1962 - Sedric Toney, ex cestista statunitense
- 1962 - Philippe Vatuone, ex ginnasta francese
- 1963 - Mario Castiglia, cantante e compositore italiano
- 1963 - Alessandro Golinelli, scrittore e regista italiano
- 1963 - Nick Gomez, regista statunitense
- 1963 - Mo Johnston, allenatore di calcio e ex calciatore scozzese
- 1963 - Garri Kasparov, scacchista e attivista sovietico
- 1963 - Jeanne Lapoirie, direttrice della fotografia francese
- 1963 - Franco Neri, comico, cabarettista e attore italiano
- 1963 - Stuart Kevin Parker, ex calciatore inglese
- 1963 - Roberto Cavalo, allenatore di calcio e ex calciatore brasiliano
- 1963 - Ayako Shiraishi, doppiatrice giapponese
- 1963 - Yasuharu Takanashi, compositore giapponese
- 1963 - Nick Vanos, cestista statunitense († 1987)
- 1964 - Andy Goram, calciatore scozzese († 2022)
- 1964 - Davis Love III, golfista statunitense
- 1964 - Steve McCrory, pugile statunitense († 2000)
- 1964 - Mo, ex wrestler statunitense
- 1964 - Marie Newman, politica statunitense
- 1964 - David W. Panuelo, politico micronesiano
- 1964 - Brian Pimental, regista, sceneggiatore e animatore statunitense
- 1964 - Caroline Rhea, attrice e conduttrice televisiva canadese
- 1964 - Rossano Rossi, fumettista italiano
- 1964 - Eusebio Sacristán, allenatore di calcio e ex calciatore spagnolo
- 1964 - Marco Spoletini, montatore italiano
- 1964 - John Swinney, politico britannico
- 1964 - Dokka Umarov, politico e militare russo († 2013)
- 1964 - Denis Zanko, allenatore di calcio e ex calciatore francese
- 1964 - Phil Zevenbergen, ex cestista statunitense
- 1964 - Richard Žemlička, ex hockeista su ghiaccio ceco
- 1965 - Sara Alzetta, attrice italiana
- 1965 - Michal Bílek, allenatore di calcio e ex calciatore ceco
- 1965 - Nicolas Bourriaud, critico d'arte francese
- 1965 - Andy Edwards, ex calciatore gallese
- 1965 - Angela Featherstone, attrice canadese
- 1965 - Nina Gavryljuk, ex fondista russa
- 1965 - Josif Gjergji, calciatore albanese († 1996)
- 1965 - Elisabetta Gnone, giornalista e scrittrice italiana
- 1965 - Antoine Le Menestrel, arrampicatore e ballerino francese
- 1965 - Joseph M. Palmaccio, tecnico del suono statunitense († 2021)
- 1965 - Filippo Perini, designer italiano
- 1965 - Marco Rossi, psichiatra e sessuologo italiano
- 1965 - Viktor Tregubov, ex sollevatore sovietico
- 1966 - Ivo Basay, allenatore di calcio e ex calciatore cileno
- 1966 - Ali Boumnijel, ex calciatore tunisino
- 1966 - Mike Carney, ex sciatore alpino canadese
- 1966 - Marc Ford, chitarrista, cantante e compositore statunitense
- 1966 - Chris Hemming, ex calciatore inglese
- 1966 - Klaus Kynde Nielsen, ex pistard danese
- 1966 - Mando, cantante greca
- 1966 - Guillermo Mariotto, stilista, designer e personaggio televisivo venezuelano
- 1966 - Marco Mazzocchi, giornalista e conduttore televisivo italiano
- 1966 - Andy Nyman, attore e illusionista britannico
- 1967 - Capleton, cantante giamaicano
- 1967 - Dana Barros, ex cestista e allenatore di pallacanestro statunitense
- 1967 - Salvatore Giunta, allenatore di calcio e ex calciatore italiano
- 1967 - Evgenij Mochorev, fotografo russo
- 1967 - Simon Paisley Day, attore britannico
- 1967 - Juan Sabas, allenatore di calcio e ex calciatore spagnolo
- 1967 - Marek Solarczyk, vescovo cattolico polacco
- 1967 - Olga Tañón, cantante e chitarrista portoricana
- 1968 - Jeanne Balibar, attrice francese
- 1968 - Jim Bilba, ex cestista e allenatore di pallacanestro francese
- 1968 - Mascia Ferri, paracadutista italiana
- 1968 - Jon Hudson, chitarrista statunitense
- 1968 - Terrence Jones, allenatore di calcio e ex calciatore americo-verginiano
- 1968 - Mame Mbengue, ex cestista senegalese
- 1968 - Hassan Mubarak, ex calciatore emiratino
- 1968 - Jørn Stubberud, bassista norvegese
- 1968 - Aleksandër Vasi, ex calciatore albanese
- 1968 - Margrethe Vestager, politica danese
- 1968 - Ted Washington, ex giocatore di football americano statunitense
- 1968 - Juan Miguel Zubiri, politico e imprenditore filippino
- 1969 - Corey Crowder, ex cestista statunitense
- 1969 - Stephen McGlede, ex pistard australiano
- 1969 - Joanne Moyle, ex cestista australiana
- 1969 - Roy Myers, allenatore di calcio e ex calciatore costaricano
- 1969 - Debora Villa, comica, attrice e sceneggiatrice italiana
- 1970 - Monty Brown, ex wrestler e ex giocatore di football americano statunitense
- 1970 - Eduardo Capetillo, attore e cantante messicano
- 1970 - Gary Charles, allenatore di calcio e ex calciatore inglese
- 1970 - Romeo Duetao Convocar, vescovo cattolico filippino
- 1970 - Szilveszter Csollány, ginnasta ungherese († 2022)
- 1970 - DeRon Hayes, ex cestista statunitense
- 1970 - Pieter Hendriks, ex rugbista a 15 sudafricano
- 1970 - Rune Medalen, ex calciatore norvegese
- 1970 - Rintje Ritsma, ex pattinatore di velocità su ghiaccio olandese
- 1970 - Rick Schroder, attore statunitense
- 1970 - Kei Toume, fumettista giapponese
- 1971 - Alexandra Adi, attrice statunitense
- 1971 - Michela Cescon, attrice italiana
- 1971 - Juan Carlos Domínguez, ex ciclista su strada spagnolo
- 1971 - Franck Esposito, ex nuotatore francese
- 1971 - Fernando Galetto, ex calciatore argentino
- 1971 - David Jaffe, autore di videogiochi statunitense
- 1971 - Steven Lustü, ex calciatore danese
- 1971 - Veljko Mršić, ex cestista, allenatore di pallacanestro e dirigente sportivo croato
- 1971 - Asif Məlikov, ex sollevatore azero
- 1971 - William Osorio, ex calciatore salvadoregno
- 1971 - Bo Outlaw, ex cestista statunitense
- 1971 - Fabio Roselli, ex rugbista a 15 e allenatore di rugby a 15 italiano
- 1971 - Jeroen Paul Thesseling, bassista olandese
- 1972 - Svetlana Bojko, schermitrice russa
- 1972 - Massimo Cantini Parrini, costumista italiano
- 1972 - Antonio Costantini, pallavolista italiano
- 1972 - Fabrizio Guidi, dirigente sportivo e ex ciclista su strada italiano
- 1972 - Lee Jin-taek, ex altista sudcoreano
- 1972 - Aaron Lewis, cantante e chitarrista statunitense
- 1972 - Riccardo Lione, giocatore di beach volley italiano
- 1972 - Carlos Mortensen, giocatore di poker spagnolo
- 1972 - Takashi Nagata, ex calciatore giapponese
- 1972 - Jimmy Patronis, politico statunitense
- 1972 - Qurban Qurbanov, allenatore di calcio e ex calciatore azero
- 1972 - Dean Sewell, ex calciatore giamaicano
- 1972 - Edgars Šneps, ex cestista lettone
- 1973 - Kilian Albrecht, ex sciatore alpino austriaco
- 1973 - Marcin Borski, arbitro di calcio polacco
- 1973 - Carmine Di Giandomenico, fumettista italiano
- 1973 - Nicolas Jalabert, ex ciclista su strada francese
- 1973 - Gustavo López, allenatore di calcio e ex calciatore argentino
- 1973 - Daniele Natali, doppiatore e attore italiano
- 1973 - Alberto Orlandi, allenatore di hockey su pista e ex hockeista su pista italiano
- 1973 - Eduardo Sebrango, allenatore di calcio e ex calciatore cubano
- 1973 - Jennie Tebler, cantante svedese
- 1973 - Bokeem Woodbine, attore statunitense
- 1973 - Megumu Yoshida, allenatore di calcio e ex calciatore giapponese
- 1974 - Luis Arrosa, ex cestista uruguaiano
- 1974 - Claudia Cassani, conduttrice radiofonica italiana
- 1974 - Pablo Cavallero, ex calciatore argentino
- 1974 - Leanid Čaraŭko, ex discobolo bielorusso
- 1974 - Valentina Cervi, attrice italiana
- 1974 - Sergej Gončar, ex hockeista su ghiaccio russo
- 1974 - Martin Höllwarth, ex saltatore con gli sci austriaco
- 1974 - Lorenc Jemini, arbitro di calcio albanese
- 1974 - Ruben Östlund, regista svedese
- 1974 - Augusto Porozo, ex calciatore ecuadoriano
- 1974 - Konstantin Rufovič Sakaev, scacchista russo
- 1974 - Marta Jandová, cantante ceca
- 1974 - David Zdrilić, ex calciatore australiano
- 1974 - Moisés Ávila, ex calciatore cileno
- 1975 - Jasey Jay Anderson, ex snowboarder canadese
- 1975 - Lou Bega, cantante tedesco
- 1975 - Bruce Dyer, ex calciatore inglese
- 1975 - Johan Hallgren, chitarrista, polistrumentista e compositore svedese
- 1975 - Tat'jana Navka, ex danzatrice su ghiaccio russa
- 1975 - Torsten Spanneberg, ex nuotatore tedesco
- 1975 - Victoria Villarruel, politica e avvocata argentina
- 1976 - Manius Abbadi, pallavolista brasiliano
- 1976 - Robert Biedroń, politico e attivista polacco
- 1976 - Jonathan Brandis, attore statunitense († 2003)
- 1976 - Dan Campbell, ex giocatore di football americano e allenatore di football americano statunitense
- 1976 - Patrik Eliáš, ex hockeista su ghiaccio ceco
- 1976 - Eric Hinrichsen, ex cestista canadese
- 1976 - Basil Hoffmann, schermidore svizzero
- 1976 - Norbert Holzknecht, ex sciatore alpino austriaco
- 1976 - Glenn Howerton, attore e sceneggiatore statunitense
- 1976 - Václav Koloušek, calciatore ceco
- 1976 - Arthur Lungu, ex calciatore zambiano
- 1976 - Eric Otogo-Castane, arbitro di calcio gabonese
- 1976 - Joel J. Richard, compositore statunitense
- 1976 - Christoph Sauser, ex mountain biker svizzero
- 1976 - Elena Sordelli, velocista italiana
- 1976 - Yoo Ji-tae, attore sudcoreano
- 1976 - Koji Yoshimura, ex calciatore giapponese
- 1977 - Charlie Bergendahl, ex sciatore alpino svedese
- 1977 - Leonardo Biagini, ex calciatore argentino
- 1977 - Chad Carvin, ex nuotatore statunitense
- 1977 - Bertrand Laquait, ex calciatore francese
- 1977 - Ndongo N'Diaye, ex cestista senegalese
- 1977 - Oh Sang-eun, tennistavolista sudcoreano
- 1977 - Katrine Pedersen, ex calciatrice e allenatrice di calcio danese
- 1977 - Jeff Stearns, attore statunitense
- 1977 - Margus Tsahkna, politico estone
- 1977 - Ángel Vicioso, ex ciclista su strada spagnolo
- 1977 - Sayo Yamamoto, regista giapponese
- 1978 - Kyle Howard, attore statunitense
- 1978 - Masamitsu Kobayashi, ex calciatore giapponese
- 1978 - Iván López, ex calciatore colombiano
- 1978 - Sylvie Meis, modella e showgirl olandese
- 1978 - Carles Puyol, dirigente sportivo e ex calciatore spagnolo
- 1978 - Antoni Sivera, ex calciatore andorrano
- 1978 - Raemon Sluiter, allenatore di tennis e ex tennista olandese
- 1978 - Vladimir Smirnov, ex ciclista su strada lituano
- 1978 - Shiori Teshirogi, fumettista giapponese
- 1978 - Edvaldo Valério, ex nuotatore brasiliano
- 1978 - Alexander Voigt, ex calciatore tedesco
- 1978 - Annalisa Zanierato, ex cestista italiana
- 1979 - Björn Anklev, ex calciatore svedese
- 1979 - Gréta Arn, ex tennista ungherese
- 1979 - Sergio Badino, fumettista e saggista italiano
- 1979 - Baron Davis, ex cestista statunitense
- 1979 - Velizar Dimitrov, ex calciatore bulgaro
- 1979 - Nereo Fernández, ex calciatore argentino
- 1979 - Ivica Križanac, ex calciatore croato
- 1979 - Edenilson Leite, giocatore di calcio a 5 brasiliano
- 1979 - Michele Orti Manara, scrittore italiano
- 1979 - Meghann Shaughnessy, ex tennista statunitense
- 1979 - Akhnaten Spencer-El, schermidore statunitense
- 1979 - Murat Yıldırım, attore turco
- 1980 - Colleen Clinkenbeard, doppiatrice statunitense
- 1980 - Jana Cova, ex attrice pornografica ceca
- 1980 - Petros Filaniōtīs, ex calciatore cipriota
- 1980 - Kelli Giddish, attrice statunitense
- 1980 - Reto Kobach, ex hockeista su ghiaccio svizzero
- 1980 - Alan Melikdžanjan, regista e youtuber lettone
- 1980 - Quentin Richardson, ex cestista e dirigente sportivo statunitense
- 1980 - Nina Samuels, wrestler inglese
- 1980 - Ville Sorvali, cantante e bassista finlandese
- 1980 - Fabian Taylor, ex calciatore giamaicano
- 1980 - Tonel, ex calciatore portoghese
- 1980 - Petr Vorlíček, pilota motociclistico ceco
- 1980 - Amanda Wilson, cantante inglese
- 1981 - Hassan Ahamada, ex calciatore francese
- 1981 - Nat Borchers, ex calciatore statunitense
- 1981 - Manuela Bosi, ex calciatrice italiana
- 1981 - Sarah Calogero, ex modella e attrice italiana
- 1981 - Courtney Coleman, ex cestista e allenatrice di pallacanestro statunitense
- 1981 - Simon Greul, ex tennista tedesco
- 1981 - Isabelle Huber, ex sciatrice alpina tedesca
- 1981 - Hwang Jae-won, calciatore sudcoreano
- 1981 - Jack Jewsbury, ex calciatore statunitense
- 1981 - Carlos Menjívar, ex calciatore salvadoregno
- 1981 - Moushaumi Robinson, ex velocista statunitense
- 1981 - Turlien Romulus, calciatore haitiano
- 1981 - Luciano Vella, ex calciatore argentino
- 1981 - Askat Žitkeev, judoka kazako
- 1982 - Federico Crescentini, calciatore sammarinese († 2006)
- 1982 - Johan Cronje, mezzofondista sudafricano
- 1982 - Innocenzo Di Manno, pallavolista italiano
- 1982 - Sub Focus, produttore discografico e disc jockey britannico
- 1982 - Bruno Gagliasso, attore e attivista brasiliano
- 1982 - Ty Dolla Sign, cantautore e produttore discografico statunitense
- 1982 - Tim Hamilton, attore pornografico ceco
- 1982 - Jimmy Lidberg, lottatore svedese
- 1982 - Nellie McKay, cantautrice, musicista e attrice britannica
- 1982 - Jelena Nikolić, pallavolista serba
- 1982 - Jukka Rajala, ex sciatore alpino finlandese
- 1982 - Giulia Louise Steigerwalt, attrice, regista e sceneggiatrice italiana
- 1982 - David Raúl Villalba, calciatore paraguaiano
- 1983 - Roberto Africano, pallanuotista italiano
- 1983 - Claudio Bravo, ex calciatore cileno
- 1983 - Schalk Burger, rugbista a 15 sudafricano
- 1983 - Ricky Burns, pugile britannico
- 1983 - Nicole Cooke, ex ciclista su strada britannica
- 1983 - Federica Felini, ex modella, personaggio televisivo e cantante italiana
- 1983 - Philipp Heerwagen, ex calciatore tedesco
- 1983 - Carlos Kletnicki, ex calciatore argentino
- 1983 - Raffaella Lamera, ex altista italiana
- 1983 - Luis Marín Barahona, calciatore cileno
- 1983 - Aaron Miles, ex cestista e allenatore di pallacanestro statunitense
- 1983 - Walid Mumuni, cestista ghanese
- 1983 - Paul Murphy, politico irlandese
- 1983 - Chiara Nicola, attrice italiana
- 1983 - Steve Pearce, ex giocatore di baseball statunitense
- 1983 - Hunter Pence, ex giocatore di baseball statunitense
- 1983 - Nabeel Qureshi, scrittore statunitense († 2017)
- 1983 - Claudia Rossi, ex attrice pornografica slovacca
- 1983 - Shin Hwa-yong, ex calciatore sudcoreano
- 1983 - Henri Traoré, ex calciatore burkinabé
- 1983 - Rodrigo Vergilio, calciatore brasiliano
- 1983 - Ramon Zomer, ex calciatore olandese
- 1983 - Marko Šutalo, ex cestista serbo
- 1984 - Jarmo Ahjupera, calciatore estone
- 1984 - Wojciech Barycz, ex cestista polacco
- 1984 - Basia Bulat, cantautrice canadese
- 1984 - Torsten Eckbrett, canoista tedesco
- 1984 - Anders Lindegaard, ex calciatore danese
- 1984 - Hiro Mizushima, attore, scrittore e modello giapponese
- 1984 - Matthew Needham, attore britannico
- 1984 - Katarina Ristić, ex cestista slovena
- 1984 - Liesbet Sommen, politica belga
- 1984 - Julia Stone, cantautrice e polistrumentista australiana
- 1984 - Stefan Wessels, ex cestista e dirigente sportivo olandese
- 1985 - Alejandro Abadie, rugbista a 15 argentino
- 1985 - Giovanni Atzeni, fantino italiano
- 1985 - Alessandro Camisa, ex calciatore italiano
- 1985 - Carmen Carrera, modella e personaggio televisivo statunitense
- 1985 - Tino Edelmann, ex combinatista nordico tedesco
- 1985 - Gina Lewandowski, ex calciatrice statunitense
- 1985 - Youssef Rabeh, calciatore marocchino
- 1985 - Kerim Zengin, ex calciatore turco
- 1986 - Aleksandăr Dragomirov Aleksandrov, ex calciatore bulgaro
- 1986 - Takashi Amano, ex calciatore giapponese
- 1986 - Michael Bingham, velocista statunitense
- 1986 - Lorenzo Cain, giocatore di baseball statunitense
- 1986 - Silvia Giordano, politica italiana
- 1986 - Simone Gozzi, calciatore italiano
- 1986 - Andreas Hofmann, ex calciatore tedesco
- 1986 - Matt McGorry, attore statunitense
- 1986 - Toró, ex calciatore brasiliano
- 1986 - Tina Unterberger, ex slittinista austriaca
- 1986 - Nikolaj Učikov, pallavolista bulgaro
- 1987 - Milan Bojović, calciatore serbo
- 1987 - Melania Corradini, ex sciatrice alpina italiana
- 1987 - Brandon Hardesty, attore e comico statunitense
- 1987 - Emanuel Herrera, calciatore argentino
- 1987 - Jonathan Legear, ex calciatore belga
- 1987 - Fabián Monzón, calciatore argentino
- 1987 - Cristian Scutaru, calciatore rumeno
- 1987 - Allison Weiss, cantautrice statunitense
- 1987 - Thiago de Freitas, ex calciatore brasiliano
- 1988 - Anderson Luís de Abreu Oliveira, allenatore di calcio e ex calciatore brasiliano
- 1988 - Will Bratt, pilota automobilistico britannico
- 1988 - Dwayne Collins, cestista statunitense († 2025)
- 1988 - Mikel Iribas, ex calciatore spagnolo
- 1988 - Cardia Jackson, ex giocatore di football americano statunitense
- 1988 - Quavas Kirk, ex calciatore statunitense
- 1988 - Petteri Koponen, ex cestista e allenatore di pallacanestro finlandese
- 1988 - Dirk Marcellis, ex calciatore olandese
- 1988 - Ri Kwang-il, calciatore nordcoreano
- 1988 - Hélder Maurílio da Silva Ferreira, calciatore brasiliano
- 1988 - Dario Socci, pugile italiano
- 1988 - Víctor Turcios, ex calciatore salvadoregno
- 1988 - Liam Walker, calciatore gibilterriano
- 1988 - Allison Williams, attrice statunitense
- 1988 - Hasna Xhukiçi, modella albanese
- 1989 - Guillermo Abascal, allenatore di calcio e ex calciatore spagnolo
- 1989 - Zaher Midani, calciatore siriano
- 1989 - Juan Luis Anangonó, calciatore ecuadoriano
- 1989 - Ryan Bailey, velocista e bobbista statunitense
- 1989 - Karima Benameur, ex calciatrice francese
- 1989 - Damien Cély, tuffatore francese
- 1989 - Chris Darril, autore di videogiochi italiano
- 1989 - Dong Dong, ginnasta cinese
- 1989 - Alexandre Lapandry, rugbista a 15 francese
- 1989 - Massimiliano Migliaccio, pallanuotista italiano
- 1989 - Anastasija Mirončyk-Ivanova, lunghista bielorussa
- 1989 - Rick Okon, attore tedesco
- 1989 - MamaRika, cantante, attrice e conduttrice televisiva ucraina
- 1989 - Alexis Ramos, calciatore argentino
- 1989 - Marco Sabbatani, giocatore di baseball italiano
- 1989 - Cédric Sansot, calciatore francese
- 1989 - Tartá, calciatore brasiliano
- 1989 - Tony Tchani, ex calciatore camerunese
- 1990 - Damen Bell-Holter, ex cestista statunitense
- 1990 - Lodovica Comello, attrice, cantante e conduttrice televisiva italiana
- 1990 - Brice Dulin, rugbista a 15 francese
- 1990 - Sven Jablonski, arbitro di calcio tedesco
- 1990 - Jed Metcher, pilota motociclistico australiano
- 1990 - Jan Navrátil, calciatore ceco
- 1990 - Anastasija Sevastova, tennista lettone
- 1990 - Flash Morgan Webster, wrestler gallese
- 1990 - Finch, rapper tedesco
- 1991 - Akeem Adams, calciatore trinidadiano († 2013)
- 1991 - Anders Bååth, allenatore di calcio e ex calciatore svedese
- 1991 - Ulises Dávila, calciatore messicano
- 1991 - Rikke Gasmann-Brott, ex sciatrice alpina norvegese
- 1991 - Daniel Ginczek, ex calciatore tedesco
- 1991 - Josh Gordon, giocatore di football americano statunitense
- 1991 - Romain Hillotte, cestista francese
- 1991 - Igor' Kobzar', pallavolista russo
- 1991 - Joe Launchbury, rugbista a 15 britannico
- 1991 - Givanilton Martins Ferreira, calciatore brasiliano
- 1991 - Ali Messaoud, allenatore di calcio e ex calciatore olandese
- 1991 - Alexander Meyer, calciatore tedesco
- 1991 - Brankica Mihajlović, pallavolista bosniaca
- 1991 - Dylan Penn, attrice e modella statunitense
- 1991 - Alexandra Riley, ex tennista statunitense
- 1991 - Daniil Sobčenko, hockeista su ghiaccio ucraino († 2011)
- 1991 - Florian Steinmann, cestista svizzero
- 1991 - Dan Twardzik, ex calciatore tedesco
- 1991 - Lorenzo Valentini, velocista italiano
- 1991 - Cecilio Waterman, calciatore panamense
- 1991 - Luis Álvarez, arciere messicano
- 1992 - Aleksandar Aleksić, canoista serbo
- 1992 - Péter Bernek, ex nuotatore ungherese
- 1992 - Carlos Alberto Campos, ex calciatore messicano
- 1992 - Kenney Funderburk, cestista statunitense
- 1992 - Robel Kiros Habte, nuotatore etiope
- 1992 - Scott Hogan, calciatore irlandese
- 1992 - Daniel Jarl, ex calciatore svedese
- 1992 - Denis Kudrjavcev, ostacolista russo
- 1992 - Abdullah Marafee, calciatore qatariota
- 1992 - Gerrit Nauber, calciatore tedesco
- 1992 - George North, rugbista a 15 britannico
- 1992 - Efe Obada, giocatore di football americano nigeriano
- 1992 - Paul Richardson, ex giocatore di football americano statunitense
- 1992 - Raymariely Santos, pallavolista portoricana
- 1992 - Scott Simonson, giocatore di football americano statunitense
- 1992 - Caner Şahin, attore turco
- 1993 - Altymyrat Annadurdyýew, calciatore turkmeno
- 1993 - Trent Brown, giocatore di football americano statunitense
- 1993 - Letícia Bufoni, skater brasiliana
- 1993 - Giusy Buscemi, attrice e ex modella italiana
- 1993 - Nemanja Dangubić, cestista serbo
- 1993 - Kevin Dinal, cestista francese
- 1993 - Francisco Fydriszewski, calciatore argentino
- 1993 - Melvin Gordon, giocatore di football americano statunitense
- 1993 - Darrun Hilliard, cestista statunitense
- 1993 - DeAndre Houston-Carson, giocatore di football americano statunitense
- 1993 - Hannah Marks, attrice, regista e sceneggiatrice statunitense
- 1993 - Daan Myngheer, ciclista su strada belga († 2016)
- 1993 - Sven Nieuwpoort, ex calciatore olandese
- 1993 - Getter, disc jockey, produttore discografico e rapper statunitense
- 1993 - Esben Reinholt, cestista danese
- 1993 - Jude Winchester, calciatore nordirlandese
- 1993 - Tony Wroten, cestista statunitense
- 1994 - Mahmoud Kahraba, calciatore egiziano
- 1994 - Valentin Bauer, cestista austriaco
- 1994 - Veton Berisha, calciatore norvegese
- 1994 - Alexandra Carpenter, hockeista su ghiaccio statunitense
- 1994 - Niklas Geske, cestista tedesco
- 1994 - Alex Gogić, calciatore cipriota
- 1994 - Ángelo Henríquez, calciatore cileno
- 1994 - Seo Jee-won, sciatrice freestyle sudcoreana
- 1994 - Taylor Johns, cestista statunitense
- 1994 - Tiécoro Keita, calciatore maliano
- 1994 - Bruno Lamas, calciatore brasiliano
- 1994 - Julia Lohoff, tennista tedesca
- 1994 - Tortol Lumanza, calciatore belga
- 1994 - Ahmed Ayman Mansour, calciatore egiziano
- 1994 - Elvis Merzļikins, hockeista su ghiaccio lettone
- 1994 - Anthony Morse, cestista statunitense
- 1994 - Bara' Marei, calciatore giordano
- 1994 - Paul Ourselin, ciclista su strada francese
- 1994 - Steven Pereira, calciatore olandese
- 1994 - Willian Popp, calciatore brasiliano
- 1994 - Daniel Potts, calciatore inglese
- 1994 - Tat'jana Sorina, fondista russa
- 1994 - Kevin Tapoko, calciatore francese
- 1994 - Bahman Teymouri, lottatore iraniano
- 1994 - Chloé Trespeuch, snowboarder francese
- 1994 - Yang Lina, calciatrice cinese
- 1994 - Gints Zilbalodis, regista, animatore e sceneggiatore lettone
- 1995 - Yōsuke Akiyama, calciatore giapponese
- 1995 - Pedro Aquino, calciatore peruviano
- 1995 - Gilles Biron, velocista francese
- 1995 - Wojciech Chmielewski, slittinista polacco
- 1995 - Sara Crudo, cestista italiana
- 1995 - Gus Edwards, giocatore di football americano statunitense
- 1995 - Xurshid Giyosov, calciatore uzbeko
- 1995 - Maksym Lopyr'onok, calciatore ucraino
- 1995 - Kristi Marku, calciatore albanese
- 1995 - Miki Muñoz, calciatore spagnolo
- 1995 - Alec Peters, cestista statunitense
- 1995 - Nina Stapelfeldt, ex calciatrice svizzera
- 1995 - Guilherme Augusto Vieira dos Santos, calciatore brasiliano
- 1996 - Corey Ballentine, giocatore di football americano giamaicano
- 1996 - Florent Bojaj, calciatore albanese
- 1996 - Isaiah Briscoe, cestista statunitense
- 1996 - Chase Edmonds, giocatore di football americano statunitense
- 1996 - Marko Grujić, calciatore serbo
- 1996 - Kristoffer Halvorsen, ex ciclista su strada norvegese
- 1996 - Omar Islas, calciatore messicano
- 1996 - Rihards Lomažs, cestista lettone
- 1996 - Taishin Minamide, nuotatore giapponese
- 1996 - Marcos Felipe, calciatore brasiliano
- 1996 - Amirbek Çūraboev, calciatore tagiko
- 1996 - Lukáš Čmelík, calciatore slovacco
- 1997 - Jefferson Brenes, calciatore costaricano
- 1997 - Michael Carcelén, calciatore ecuadoriano
- 1997 - Mateo Cassierra, calciatore colombiano
- 1997 - Federico Chingotto, sportivo argentino
- 1997 - Marina Georgieva, calciatrice austriaca
- 1997 - Karim Jallow, cestista tedesco
- 1997 - Andreas Kramer, mezzofondista svedese
- 1997 - Keisuke Kurokawa, calciatore giapponese
- 1997 - Đorđe Nikolić, calciatore serbo
- 1997 - Gabriel Taliari, calciatore brasiliano
- 1997 - Costanza Razzolini, calciatrice italiana
- 1997 - Andrés Rico, cestista spagnolo
- 1997 - Kyle Walker-Peters, calciatore inglese
- 1998 - Prince Ampem, calciatore ghanese
- 1998 - Kristina Clonan, pistard e ciclista su strada australiana
- 1998 - Ruslan Dedukh, calciatore ucraino
- 1998 - Pedro Victor Delmino da Silva, calciatore brasiliano
- 1998 - Álvaro Fernández Llorente, calciatore spagnolo
- 1998 - Kakeru Funaki, calciatore giapponese
- 1998 - Jerrick Harding, cestista statunitense
- 1998 - Chris Jackson, giocatore di football americano statunitense
- 1998 - Brianna Kadiku, pallavolista statunitense
- 1998 - William McDowell-White, cestista australiano
- 1998 - Hakeem Odoffin, calciatore inglese
- 1998 - Lorrane Oliveira, ginnasta brasiliana
- 1998 - Corentin Perolari, pilota motociclistico francese
- 1998 - Paige Satchell, calciatrice neozelandese
- 1999 - Dan Added, tennista francese
- 1999 - Alessandro Bastoni, calciatore italiano
- 1999 - Kurt Cassar, cestista maltese
- 1999 - Valerija Chanina, ginnasta ucraina
- 1999 - Joseph Colley, calciatore svedese
- 1999 - François Dulysse, calciatore statunitense
- 1999 - Erison, calciatore brasiliano
- 1999 - Jonathan González, calciatore statunitense
- 1999 - Braian Salvareschi, calciatore argentino
- 1999 - András Schäfer, calciatore ungherese
- 2000 - Sara Baldi, calciatrice italiana
- 2000 - Michael Baldisimo, calciatore canadese
- 2000 - Enea Barozzi, attore italiano
- 2000 - Thomas, cantante italiano
- 2000 - Romeo Doubs, giocatore di football americano statunitense
- 2000 - Andrei Feldorean, saltatore con gli sci rumeno
- 2000 - Jhon García Sossa, calciatore boliviano
- 2000 - Christian Haynes, giocatore di football americano statunitense
- 2000 - Stephen Kelly, calciatore scozzese
- 2000 - Alvise Sarto, cestista italiano
- 2000 - Khea, rapper argentino
- 2000 - Ollie Sleightholme, rugbista a 15 britannico
- 2000 - Slobodan Tedić, calciatore serbo
- 2000 - João Mendes, calciatore portoghese
- 2000 - Facundo Torres, calciatore uruguaiano
- 2000 - Illja Ševcov, calciatore ucraino

## XXI secolo(31)
- 2001 - Noah Katterbach, calciatore tedesco
- 2001 - Axel Laurance, ciclista su strada e ciclocrossista francese
- 2001 - Yūta Matsumura, calciatore giapponese
- 2001 - Rebecca McKenna, calciatrice nordirlandese
- 2001 - Rada Perović, pallavolista serba
- 2001 - Kenzo Simons, nuotatore olandese
- 2001 - Kyan Vaesen, calciatore belga
- 2001 - Joaquín Valiente, calciatore uruguaiano
- 2001 - Paulo Victor, calciatore brasiliano
- 2001 - Neco Williams, calciatore gallese
- 2002 - Tigran Avanesyan, calciatore armeno
- 2002 - Matthew Garbett, calciatore neozelandese
- 2002 - Ibe Hautekiet, calciatore belga
- 2002 - Karl Jakob Hein, calciatore estone
- 2002 - Mihály Kata, calciatore ungherese
- 2002 - Musa Qurbanlı, calciatore azero
- 2002 - Jeanne Richard, biatleta francese
- 2002 - Carlos Sánchez, calciatore messicano
- 2003 - Brian Aguilar, calciatore argentino
- 2003 - Jakob Greber, sciatore alpino austriaco
- 2003 - Lucas Hey, calciatore danese
- 2003 - Vukašin Krstić, calciatore serbo
- 2003 - Finn Stam, calciatore olandese
- 2004 - Mari Boya, pilota automobilistico spagnolo
- 2004 - Akira Jacobs, cestista giapponese
- 2004 - Zheng Jiuyuan, tuffatore cinese
- 2005 - Kervin Andrade, calciatore venezuelano
- 2005 - Juan Bosca, calciatore uruguaiano
- 2005 - Robert Vinícius Rodrigues Silva, calciatore brasiliano
- 2006 - Aurora Lázaro, nuotatrice artistica spagnola
- 2007 - Felicia Schröder, calciatrice svedese